# ボニースロープ (オレゴン州)
ボニースロープ（英: Bonny Slope）は、アメリカ合衆国オレゴン州ワシントン郡に属する非法人共同体。トンプソン・ロード沿いに位置する。南にビーバートン、南東にはポートランドがある。